# Гибсон (Џорџија)
Гибсон (Џорџија) (енгл. Gibson) град је у америчкој савезној држави Џорџија. По попису становништва из 2010. у њему је живело 663 становника.

## Демографија
Према попису становништва из 2010. у граду је живело 663 становника, што је 31 (4,5%) становника мање него 2000. године.
| Група             | 2000.       | 2010.       |
| Белци             | 608 (87,6%) | 574 (86,6%) |
| Афроамериканци    | 81 (11,7%)  | 78 (11,8%)  |
| Азијати           | 0 (0,0%)    | 0 (0,0%)    |
| Хиспаноамериканци | 2 (0,3%)    | 2 (0,3%)    |
| Укупно            | 694         | 663         |